# Potamium vulpinum
Potamium vulpinum là một loài Rêu trong họ Sematophyllaceae. Loài này được (Mont.) Mitt. miêu tả khoa học đầu tiên năm 1869.